# Geastrales
Geastrales es un orden de hongos basidiomicetos relacionado con el orden Cantharellales. El orden contiene únicamente la familia Geastraceae, que las clasificaciones antiguas habían colocado en los órdenes Lycoperdales, o Phallales.
Se clasifican en esta familia aproximadamente 64 especies, divididas entre ocho géneros, incluyendo Geastrum, Myriostoma y Sphaerobolus. Sphaerobolus es conocido como "hongo de escopeta" o "hongo bala de cañón". Colonizan mantillos con base de madera y pueden arrojar pegotes negros, pegajosos y que contienen esporas hacia las superficies cercanas.
Los cuerpos fructíferos de varios miembros del orden son higroscópicos: en tiempo seco los "pétalos" se secarán y rizarán alrededor del saco de esporas, protegiéndolo. En este estado, a menudo todo el hongo se desprende del suelo y puede rodar como una planta rodadora. En un clima más húmedo, los "pétalos" se humedecen y se desenredan; algunos incluso se doblan hacia atrás levantando el saco de esporas. Esto permite que la lluvia o los animales penetren en el saco facilitando la diseminación de las esporas.